# 1453
Пізнє Середньовіччя •  Відродження •  Реконкіста •  Ганза •  Столітня війна •  Ацтецький потрійний союз •  Імперія інків

## Геополітична ситуація
Османську державу очолює Мехмед II Фатіх (до 1481). Імператором Священної Римської імперії є Фрідріх III. У Франції королює Карл VII Звитяжний (до 1461).
Апеннінський півострів розділений: північ належить Священній Римській імперії, середню частину займає Папська область, південь належить Неаполітанському королівству. Деякі міста півночі: Венеція, Флоренція, Генуя тощо, мають статус міст-республік.
Майже весь Піренейський півострів займають християнські Кастилія і Леон, де править Хуан II (до 1454), Арагонське королівство на чолі з Альфонсо V Великодушним (до 1458) та Португалія, де королює Афонсо V (до 1481). Під владою маврів залишилися тільки землі на самому півдні.
Генріх VI є королем Англії (до 1461), королем Данії та Норвегії — Кристіан I (до 1481), Швеції — Карл VIII Кнутсон (до 1457). Королем Угорщини та Богемії є Ладіслав Постум. У Польщі королює, а у Великому князівстві Литовському княжить Казимир IV Ягеллончик (до 1492).
Частина руських земель перебуває під владою Золотої Орди. Галичина входить до складу Польщі. Волинь належить Великому князівству Литовському. Московське князівство очолює Василь II Темний.
На заході євразійських степів від Золотої Орди відокремилися Казанське ханство, Кримське ханство, Ногайська орда. У Єгипті панують мамлюки, а Мариніди — у Магрибі. У Китаї править династія Мін. Значними державами Індостану є Делійський султанат, Бахмані, Віджаянагара. В Японії триває період Муроматі.
У Долині Мехіко править Ацтецький потрійний союз на чолі з Монтесумою I (до 1469). Цивілізація мая переживає посткласичний період. В Імперії інків править Панчакутек Юпанкі.

## Події

### Україна
- Засновано село Жовнівка, Бережанський район, Тернопільська область.
- містечку Бедриківці (нині село у Заліщицькому районі Тернопільської області) надано магдебурзьке право.

### Світ
- У Новгороді отруєно Дмитра Шемяку.
- 29 травня, під час оборони Константинополя від армії отоманських турків, очолюваної Мехмедом ІІ, загинув 49-річний Костянтин ХІ, останній візантійський імператор з династії Палеологів. Цей день вважається неофіційною датою кінця Візантійської імперії.
- 17 липня, у битві при Кастильйоні, французи здобули перемогу над англійцями і оволоділи містом Бордо. Цим боєм без формального підписання мирного договору закінчилась Столітня війна, найдовша в історії Європи. Англійці в ній втратили всі свої завоювання на континенті, крім порту Кале.
- Англійський король Генріх VI, довідавшись про втрату Бордо, втратив глузд і впав у ступор.
- Герцог Бургундії Філіп III Добрий придушив повстання у Генті.
- Ладіслав Постум досяг повноліття й став ерцгерцогом Австрії та королем Угорщини.

## Померли
Софія Вітовтівна — княгиня, дружина князя московського Василія I